# ジョン・ポール・ゲティ・ジュニア
サー・ジョン・ポール・ゲティ、KBE（Sir John Paul Getty, KBE、1932年9月7日 - 2003年4月17日）は、アメリカ合衆国出身のイギリスの慈善家、蔵書家。石油ビジネスで大富豪となったゲティ家の一員。出生名はユージン・ポール・ゲティであるが、晩年は別の名前（ポール・ゲティ、ジョン・ポール・ゲティ、ポール・ゲティ・ジュニア、ジョン・ポール・ゲティ2世など）を名乗った。

## 略歴
当時世界で最も裕福な男性の1人であったジャン・ポール・ゲティ卿（1892年–1976年）と彼の4人目の妻で無声映画女優のアン・ロークの間に生まれた最初の子供である。ゲティ家の富は、祖父ジョージ・フランクリン・ゲティが創立した石油事業によるものである。
父親は彼が自らの経験から学ぶ事を期待していた。初仕事は月給100ドルの給油だった。セント・イグナティウス・カレッジ・プレパラトリー及びサンフランシスコ大学に通う。
ゲティ石油のイタリア支部代表となったが、1960年代はローマやモロッコでドラッグとパーティの日々を送る。1971年に妻がドラッグにより急死したことをきっかけにイギリスに転居し自らもドラッグ中毒の治療を受ける。1973年には息子の誘拐事件に見舞われる。
1985年に相続で得た莫大な財産を基にイギリスで篤志家となる。長年に亘る親英派の彼は、クリケット（アメリカで育ったにも係らず彼が愛したスポーツ）、芸術、保守党への巨額の寄付活動が評価されて、1986年に名誉騎士爵（ナイト）である大英帝国勲章二等勲爵士KBEを受勲し、1997年にはイギリスの市民権を得、イギリス市民の一、二等勲爵士に許されているサーの称号を名乗れることとなり、1998年、ユージンの名と米国籍を捨て、かねて望んでいた「サー・ポール・ゲティ、KBE」と改名した。
1999年に糖尿病が疑われ、胆のうを除去。その後胸部感染症の治療のためにロイヤル・ロンドン・ホスピタルに入院し、2003年4月17日に70歳で死去した。

## 結婚

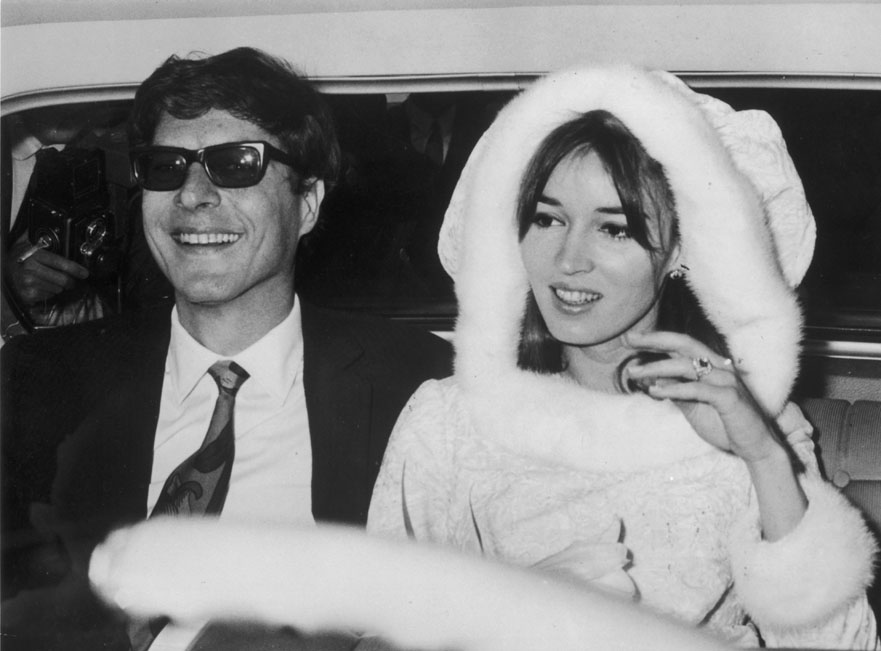
1966年12月10日、ローマで結婚式直後の2人目の妻タリサ・ポルと。

初めての結婚相手は元水球チャンピオンのアビゲイル・"ゲイル"・ハリスであった。2人の間にはジョン・ポール・ゲティ3世、マーク・ゲティなど4人の子供が生まれたが、1964年に離婚。ゲティ3世はジゼラ・ゲティと結婚し、俳優のバルサザール・ゲティをもうけた。次男のマークはゲッティイメージズの共同創業者で経営者。長女のアイリーンはエリザベス・テイラーの息子とイタリア貴族（チェルヴェーテリ公爵アレッサンドロ・ルスポリの子)と2度離婚し、不倫によりエイズに罹患、カルフォルニアで静養しながらホームレス支援などの篤志活動をしている。
二番目の妻は、1966年12月10日に結婚したオランダ人の女優、モデル、ファッションリーダーのタリサ・ポル（1940-1971）。タリサは画家の両親が暮らしていたオランダ領東インドのジャワで生まれ、第二次大戦中に日本が東インド占領した際には、父親がオランダ兵として日本軍の捕虜収容所に収監され、タリサと母親も収容された。1945年に父と別れた母に伴って渡英したが3年後に母親が亡くなったため、ポペット・ジョン(ボヘミアンスタイルを流行らせたことで知られる英国の画家オーガスタス・ジョンの娘)と再婚していた父親の元に身を寄せ、1960年代にはその美貌とエキゾチックな雰囲気からファッション業界のアイコン的存在となった。1965年にクラウス・フォン・ビューローの紹介でジョン・ポールと知り合い、翌年ローマで挙式した。1969年1月、写真家でイギリス貴族のパトリック・リッチフィールドの撮影により、2人はモロッコのマラケシュに所有する館の屋上で有名な写真を撮った。タリサは壁に凭れてしゃがみ込み、夫のジョン・ポールは背後でフードを被りサングラスをしている。これはアメリカ版のヴォーグ誌に掲載され、更に同誌の1999年9月号に再掲され、ロンドンのナショナル・ポートレート・ギャラリーにも展示された。このころジョン・ポールは家業も疎かに夫婦でドラッグに耽り、ローリング・ストーンズやビートルズら有名人に囲まれパーティに明け暮れていた。モロッコでの写真撮影の2年半後の1971年7月14日、タリサはヘロインの服用過多で死去した。タリサが残した息子タラ・ガブリエル・ギャラクシー・グラモフォン・ゲティ（1968年6月 - ）は、アフリカの生態環境保護論者である。いずれかの時点でタラはサードネームとフォースネームを捨てている。1999年、アイルランドの新聞が彼を含む7人の家族がアイルランドのパスポートと市民権を得たと報じたが、彼は「タラ・ガブリエル・ゲティ」と紹介されている。
1994年、病気がちのジョン・ポールの世話係を20年間務めたヴィクトリア・ホールズワースと3度目にして最後の結婚をした。

## 私的難題
ゲティはイタリア・ゲティ・オイルのトップとしてローマに移り住んでいたが、1971年のタリサの死後イングランドに戻り、暫く1人で過ごした。1973年、長男のジョン・ポール・ゲティ3世がカラブリアのマフィアによりローマで誘拐され、カラブリア山中の洞穴で拘束された。ゲティには犯人の要求する1700万ドルの身代金を捻出する余裕は無く、父のジャン・ゲティは「1ペニーでも身代金を支払ってしまうと、14人の孫全てが誘拐されかねない」と援助を拒否した。しかしポール・ゲティ3世の切り落とされた片方の耳がローマの日刊新聞に届けられると（配達は郵便局のストライキのため3週間遅れた）、ジャン・ゲティはようやく身代金支払いに同意した（一部は息子に貸し付けられた）。1976年、父ジャン・ゲティ死去。続く10年間は抑うつで苦しみ、薬物中毒に終止符を打つべく1984年、ロンドン・クリニックに自らを委ねた。その間、当時のマーガレット・サッチャー首相から、彼のナショナル・ギャラリーに対する多額の寄付に感謝するための訪問を受けた。彼女は「物事を憂鬱にしてはいけません、違いますか？出来るだけ早くここを出ましょう」と励ましたという。1970年代の失意の時期、元イングランドのクリケット選手で後のメリルボーン・クリケット・クラブ会長ガビー・アレンの励ましを受けていた。ゲティは以前ローリング・ストーンズのミック・ジャガーからゲームを手ほどきされていた。

## 慈善活動
ゲティは様々な芸術・文化活動に1億4千万ポンド以上の寄付をした。ナショナル・ギャラリーだけでも5千万ポンドの寄付を受けている。1987年、大英帝国勲章（KBE）の騎士爵を与えられたが、外国籍のため「サー」を名のる事は出来なかった。 1997年12月、イギリスの市民権を受け、直ちに米国籍を捨てた。
クリケットに興味を持ち、バッキンガムシャーワームズリー・パークの2,500エーカー（10 km²）の所有地にジ・オーバルクリケット場のレプリカを造るまでに至った。1年間サリー・カウンティ・クリケット・クラブの理事長を務め、ローズ・クリケット・グラウンドに新たにスタンドを建設するための出資をした。クリケット年鑑で知られる出版社ウィスデンの所有権を買い取ったことにより、クリケットと本という自らが愛するものを結び付けた。ワームズリーに並外れた図書館を建設し、チョーサーの初版、ベン・ジョンソンの注釈がついたスペンサーの写し、シェイクスピアの二折版などの稀覯本を収集した。
彼の個人資産は約16億ポンドと見積もられた。ナショナル・ギャラリー、大英博物館、英国映画協会、ヘレフォード大聖堂、セント・ポール大聖堂、帝国戦争博物館に意義深い支援となる寄付を行なった。彼の貢献のいくつか、特にスコットランド国立美術館によるカノーヴァの三美神、ラファエロのカーネーションの聖母の購入は、父親が寄贈したJ・ポール・ゲティ美術館が不首尾に終わったものであった。2001年6月、保守党に500万ポンドを献金。芸術、自然保護、社会福祉をサポートする公益財団に資産を贈与した。